# Internazionali d'Italia 1991

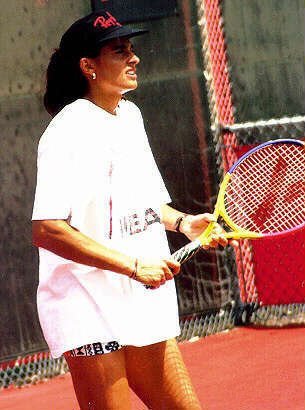

Italian Open 1991 (відомий як Peugeot Italian Open за назвою спонсора) — тенісний турнір, що проходив на відкритих кортах з ґрунтовим покриттям. Це був 48-й турнір Відкритий чемпіонат Італії. Належав до ATP Super 9 в рамках Туру ATP 1991 і турнірів 1-ї категорії в рамках Туру WTA 1991. І чоловічий, і жіночий турніри відбулись у Foro Italico в Римі (Італія). Жіночий турнір тривав з 6 до 12 травня 1991 року, чоловічий - з 13 до 20 травня 1991 року. Еміліо Санчес і Габріела Сабатіні здобули титул в одиночному розряді.

## Фінальна частина

### Одиночний розряд, чоловіки
Еміліо Санчес —  Альберто Манчіні 6–3, 6–1, 3–0 (знялася)
- Для Санчеса це був 2-й титул за сезон і 13-й - за кар'єру.

### Одиночний розряд, жінки
Габріела Сабатіні —  Моніка Селеш 6–3, 6–2
- Для Сабатіні це був 5-й титул за сезон і 20-й — за кар'єру.

### Парний розряд, чоловіки
Омар Кампорезе /  Горан Іванишевич —  Люк Єнсен /  Лорі Вордер 6–2, 6–3

### Парний розряд, жінки
Дженніфер Капріаті /  Моніка Селеш —  Ніколь Брандтке /  Елна Рейнах 7–5, 6–2